# GENT-akkoorden
De GENT-akkoorden vormen een Vlaams-Nederlands verdrag over een beleidsmatige samenwerking over alle onderwijsvelden met enkele specifieke aandachtsgebieden, zoals ICT en lerarenbeleid.
Op 31 oktober 1990 werd het Actieprogramma GENT ondertekend door de Nederlandse en Vlaamse onderwijsministers. GENT is het acroniem van "Gehele Europese Nederlandse Taalgebied ".
Het eerste GENT-akkoord geldt voor het hoger onderwijs en het wetenschappelijk onderzoek. Het wil de mobiliteit van studenten, docenten en onderzoekers bevorderen en de structurele samenwerking op het gebied van het hoger onderwijs en het wetenschappelijk onderzoek verbeteren. In 1992 werd in Maastricht het Gent II-akkoord ondertekend, in 1994 het Gent III-akkoord, dat ook handelt over de samenwerking inzake basis- en beroepsonderwijs, in 1997 het Gent lV-akkoord en begin 2000 het Gent V-akkoord. Op 13 oktober 2003 volgde het Gent VI-akkoord.
In het kader van de GENT-akkoorden hadden en hebben talrijke contacten plaats tussen de Nederlandse en de Vlaamse onderwijsdepartementen. Dat leidt tot gezamenlijke conferenties en publicaties, tot regelmatige informatie-uitwisseling en deskundigheidsbevordering.